# Берковець Володимир Семенович
Берковець Володимир Семенович, (22.04.1941-15.11.2008). Народився в Носівці. Випускник Носівської середньої школи №1. Закінчив КПІ, працював в Інституті радіоелектроніки (НДІ „Квант”) Головним конструктором. Опублікував близько 50-ти робіт з обчислювальної техніки. Почесний винахідник СРСР. Його винаходи і розробки впроваджені у різноманітних системах озброєння, що їх використовують армії України, Росії та інших держав світу.

## Джерело
- Фурса В. М. «Славні імена Носівщини». — Ніжин : ТОВ "Видавництво «Аспект-Поліграф», 2009. — 200 с. : іл. ISBN 978-966-340-357-1